# Троянівський провулок (Житомир)
Троянівський провулок — провулок в Богунському районі Житомира.

## Розташування
Розташований на Мальованці, на теренах Закам'янки.

## Історія
Провулок та його первинна забудова сформувалися станом на початок ХХ століття. Перша назва — Безназванний 10-й провулок.
Станом на 1915 рік, провулок у передмісті Закам'янка.
З 1931 року фігурує назва Троянівський провулок. Назва провулка походить від історичної назви вулиці, з якої даний провулок бере початок — Троянівської.